# Хайнрих I фон Шварцбург
Хайнрих I фон Шварцбург (на немски: Heinrich I von Schwarzburg; * ок. 1130; † 26 юли 1184 в Ерфурт) е граф на Шварцбург.
Той е големият син на граф Зицо III фон Шварцбург (1093 – 1160)  и съпругата му Гизела († 1142), вер. дъщеря на Адолф II (или на Адолф III), граф на Берг. След смъртта на баща му той поема наследството заедно с брат си Гюнтер II († 1197).
Хайнрих I се жени през 1170 г. за дъщеря (1149 – пр. 1204) на граф Херман II фон Винценбург и втората му съпруга Луитгард фон Щаде. Те имат една дъщеря Елизабет († 1260), която се омъжва за граф Бурхард I фон Мансфелд († 1229).
Хайнрих I фон Шварцбург умира през 1184 г. при падането на тавана на църквата в Ерфурт, където се провежда кралско дворцово събрание на крал Хайнрих VI. Наследен е в Шварцбург от брат му Гюнтер II. Вдовицата му се омъжва за граф Улрих фон Ветин († 1206).